# Strada nazionale 6 (Marocco)
La strada nazionale 6 (N 6) in Marocco è una strada che collega Rabat a Oujda.